# Myscelia obscura
Myscelia obscura är en fjärilsart som beskrevs av Johannes Karl Max Röber 1928. Myscelia obscura ingår i släktet Myscelia och familjen praktfjärilar. Inga underarter finns listade i Catalogue of Life.